# 田中町 (西宮市)
座標: 北緯34度44分11.8秒 東経135度20分14.9秒 / 北緯34.736611度 東経135.337472度

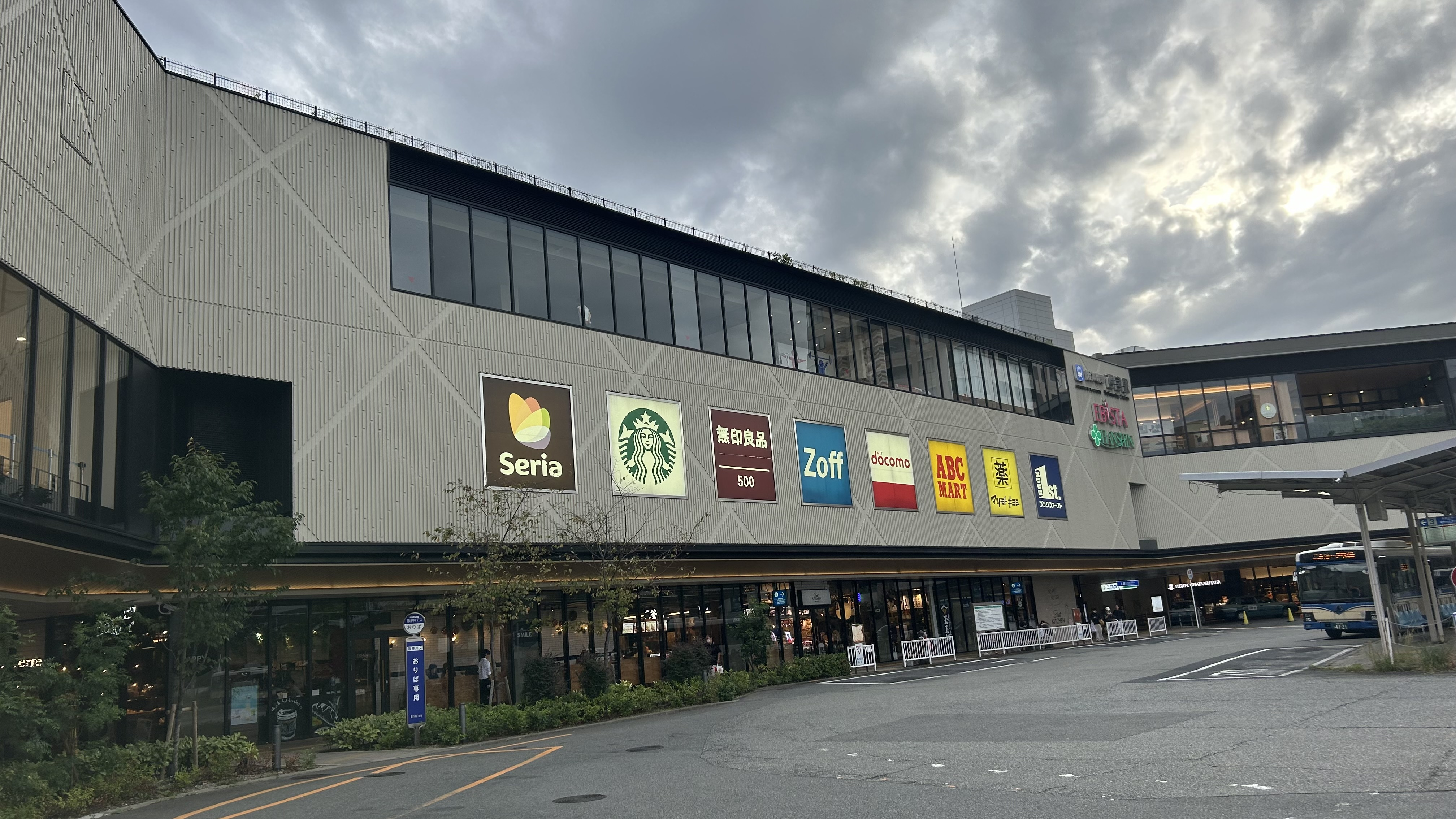
阪神西宮駅

田中町（たなかちょう）は、兵庫県西宮市にある町丁。郵便番号は662-0973。

## 地理
東は今在家町に接する。西は産所町に接する。北は和上町、南は馬場町と接する。

## 交通

### 鉄道
阪神が通っていて駅がある。またJR、阪急は当町内を通っていない。
- 阪神本線
  - (今津曙町)-西宮駅[注 1]-(松下町)

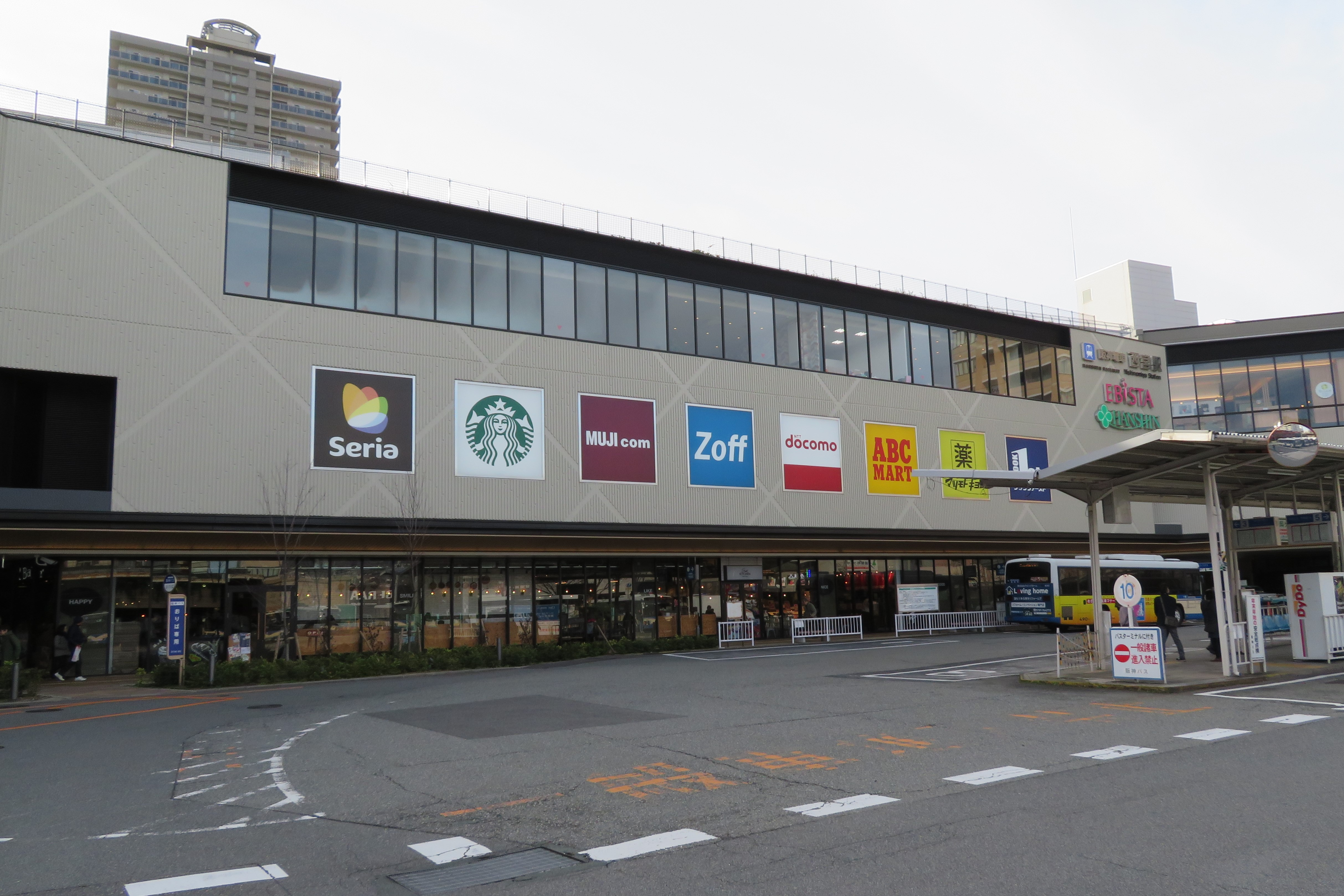
阪神西宮駅

### バス
| 業者     | 路線名         | 起点         | 町内の停留所                   | 終点   |
| -------- | -------------- | ------------ | ------------------------------ | ------ |
| 阪神バス | マリナパーク線 | JR西宮駅南口 | (今在家町)-阪神西宮南口-(本町) | (環状) |
| 阪神バス | 西宮浜手線     | 阪神西宮南口 | 阪神西宮南口-(本町)            | (環状) |
| 阪神バス | 西宮山手線     | (環状)       | (和上町)-阪神西宮-(六湛寺町)   | (環状) |
| 阪神バス | 鷲林寺線       | (環状)       | (和上町)-阪神西宮-(六湛寺町)   | (環状) |

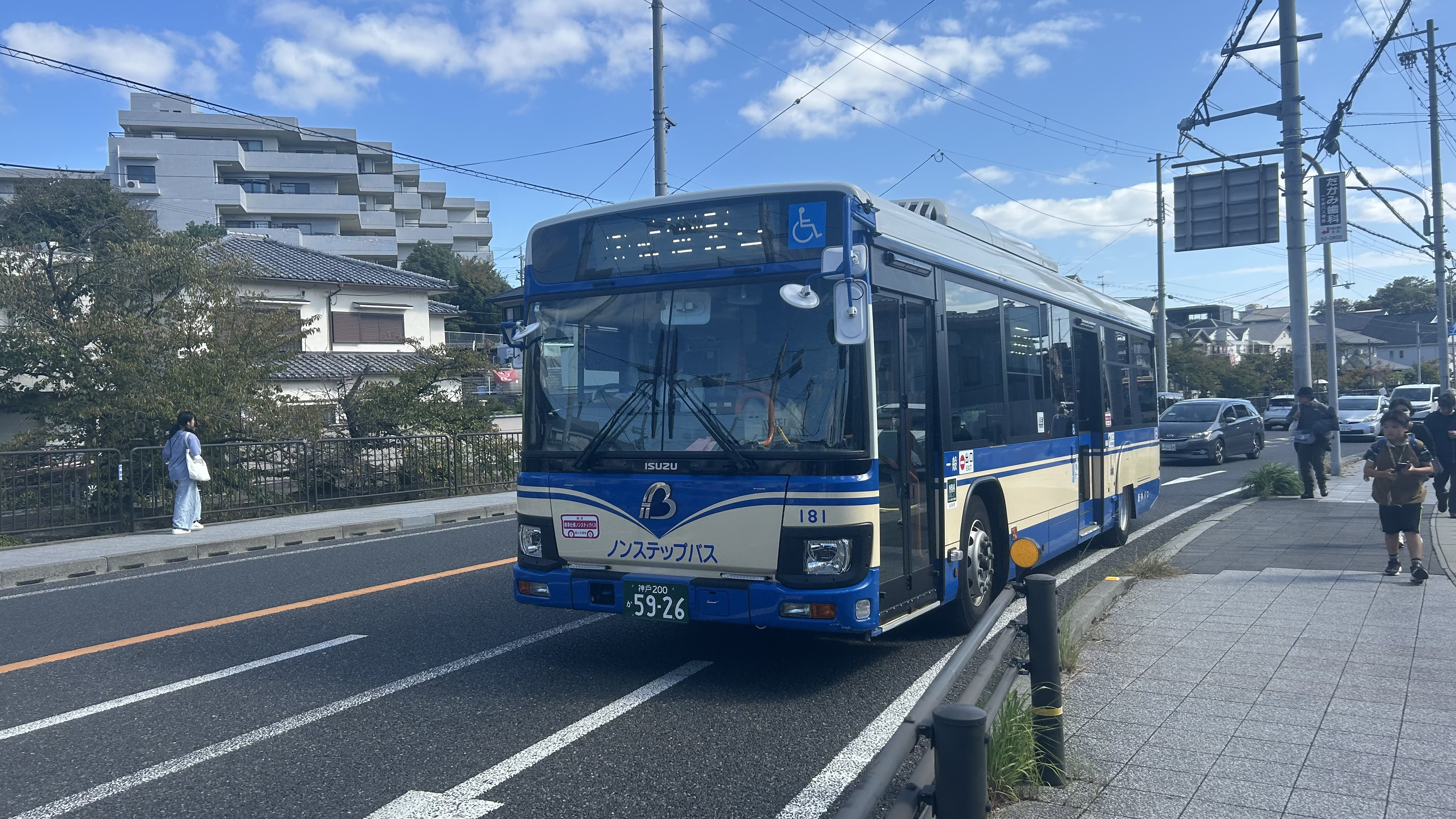
西宮山手線
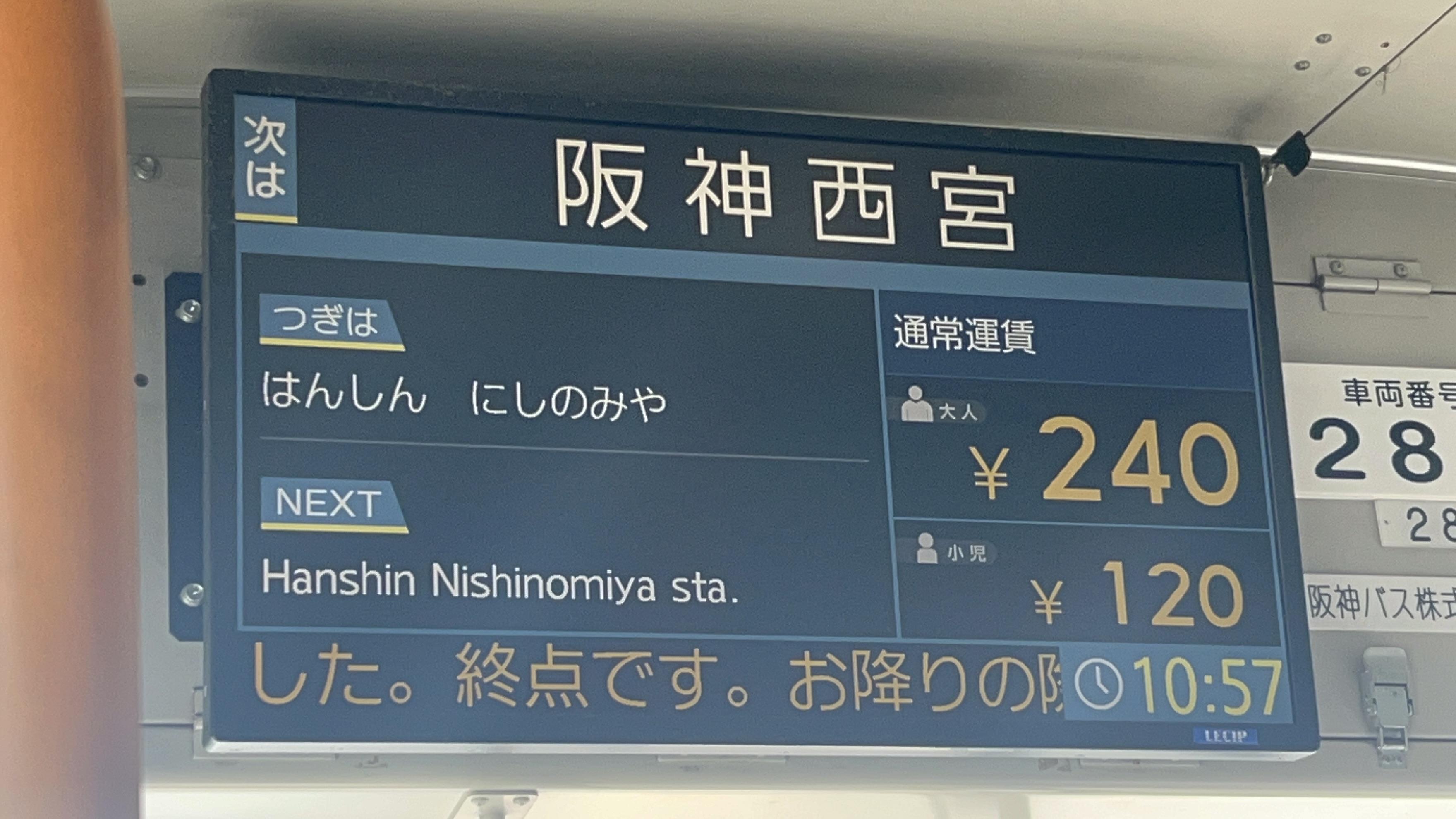
阪神バス阪神西宮停留所案内

## 校区
市立小・中学校に通う場合、校区は以下の通り。
| 丁目 | 小学校     | 中学校     |
| ---- | ---------- | ---------- |
| 1    | 浜脇小学校 | 浜脇中学校 |
| 2    | 浜脇小学校 | 浜脇中学校 |
| 3    | 浜脇小学校 | 浜脇中学校 |

## 施設
- ダイエー阪神西宮店
- セブンイレブン阪神西宮駅南店
- 松屋阪神西宮店